# Isabelle Valentin
Pour les articles homonymes, voir Valentin.
Isabelle Valentin, née le 20 janvier 1962 au Puy-en-Velay (France), est une femme politique française. Elle est députée de la 1re circonscription de la Haute-Loire de 2017 à 2024.

## Biographie
Isabelle Valentin naît le 20 janvier 1962 au Puy-en-Velay. Fille de bouchers-charcutiers, elle devient maraîchère.
Lors des élections législatives de 2017, elle est élue au second tour avec 58,72 % des voix, face à la candidate de La République en marche Cécile Gallien,,. Elle est réélue en 2022 avec 70 % des voix face à la candidate de la Nupes, Celline Gacon.
Elle parraine Laurent Wauquiez pour le congrès des Républicains de 2017, scrutin au cours duquel il est élu le président du parti,.
Lors des élections législatives de 2024, elle n'est pas candidate à sa succession, remplacée par son suppléant Laurent Wauquiez, président du conseil régional d'Auvergne-Rhône-Alpes.

## Synthèse des résultats électoraux

### Élections législatives
| Année | Parti  | Parti | Circonscription       | 1er tour | 1er tour | 1er tour | 2d tour | 2d tour | 2d tour |
| Année | Parti  | Parti | Circonscription       | Voix     | %        | Rang     | Voix    | %       | Issue   |
| ----- | ------ | ----- | --------------------- | -------- | -------- | -------- | ------- | ------- | ------- |
| 2017  |        | LR    | 1re de la Haute-Loire | 21 615   | 40,89    | 1re      | 26 705  | 58,72   | Élue    |
| 2022  | 23 940 | LR    | 1re de la Haute-Loire | 45,69    | 1re      | 32 478   | 70,22   | Élue    |         |

### Élections départementales
| Année | Parti | Parti | Canton     | 1er tour | 1er tour | 1er tour | 2d tour | 2d tour | 2d tour |
| Année | Parti | Parti | Canton     | Voix     | %        | Rang     | Voix    | %       | Issue   |
| ----- | ----- | ----- | ---------- | -------- | -------- | -------- | ------- | ------- | ------- |
| 2021  |       | LR    | Yssingeaux | 2 438    | 66,58    | 1re      | 3 018   | 100     | Élue    |